# 陣原駅
陣原駅（じんのはるえき）は、福岡県北九州市八幡西区陣原一丁目にある、九州旅客鉄道（JR九州）鹿児島本線の駅である。駅番号はJA20。福北ゆたか線の愛称区間にも含まれ、当該列車の利用が可能である。
当項目では、かつて近くに位置していた西鉄北九州線の陣の原停留場（じんのはるていりゅうじょう）についても記載する。

## 歴史
日本国有鉄道（国鉄）時代の1961年（昭和36年）から1984年（昭和59年）の間、当地に貨物駅の東折尾駅（廃止後は東折尾信号場）があったが、旅客扱駅は存在しなかった。この遊休地を利用したまちづくりの検討が1988年（昭和63年）から行われた。1989年（平成元年）には、当地へのJR駅新設を含めた土地利用計画がまとめられ、北九州市の「北九州市ルネッサンス構想」の主要事業として位置づけられた。これを踏まえ、1994年（平成6年）には「陣原JR新駅建設期成会」が設立され、早期の駅建設が求められるようになった。

### 年表
- 2000年（平成12年）11月21日：開業[1]。同時に自動改札機の使用を開始[3]。
- 2009年（平成21年）3月1日：ICカード「SUGOCA」の利用を開始[4]。
- 2022年（令和4年）3月11日：みどりの窓口の営業を終了[5][6]。

### 駅名の由来
設置された場所から名付けられた。
陣原（陣の原）の地名の由来は「応神天皇より筑紫一帯の人民視察を命ぜられた武内宿祢が洞の海を過ぎるとき、西北の方から怪しい声がしたためにこの地に陣を構えて警戒した」という伝説にちなむ。

## 駅構造

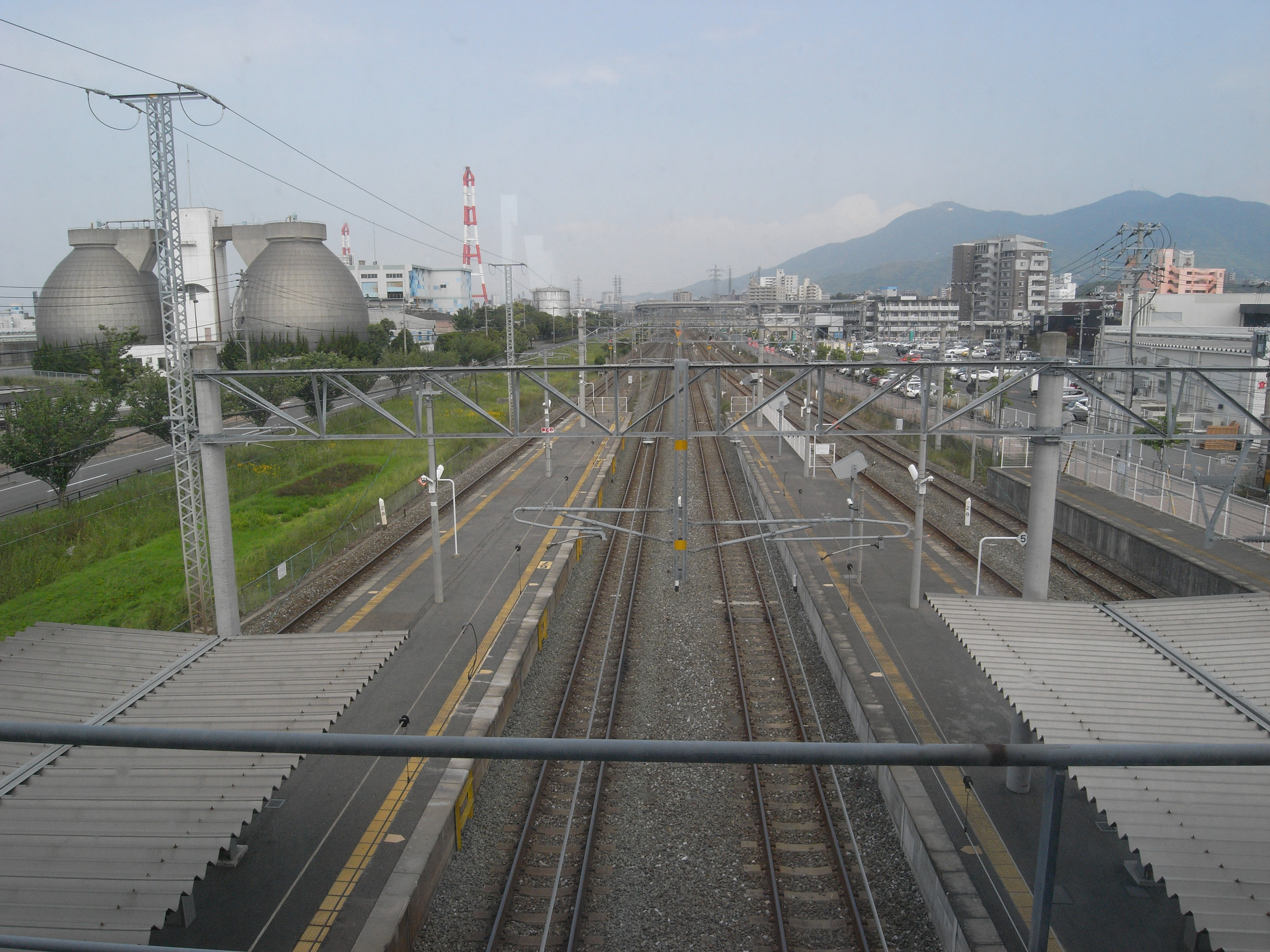
ホーム（2009年5月、駅舎内より）

単式ホーム1面1線と島式ホーム2面4線、計3面5線のホームを有する地上駅で橋上駅舎を備える。自動改札機が設置されている。

### のりば
| のりば | 路線                     | 方向                     | 行先                     |
| ------ | ------------------------ | ------------------------ | ------------------------ |
| 1      | 福北ゆたか線             | 下り                     | 折尾・直方方面           |
| 2      | 福北ゆたか線             | 上り                     | 黒崎・小倉方面           |
| 3      | 待避用ホーム（貨物など） | 待避用ホーム（貨物など） | 待避用ホーム（貨物など） |
| 4      | 鹿児島本線               | 下り                     | 折尾・博多方面           |
| 5      | 鹿児島本線               | 上り                     | 小倉・下関方面           |

## 利用状況
2023年（令和5年）度の1日平均乗車人員は1,922人である。
JR九州及びとうけい北九州によると、近年の1日平均乗車人員の推移は下記の通り。
| 年度   | 1日平均 乗車人員 |
| ------ | ---------------- |
| 2000年 | 1,373            |
| 2001年 | 1,839            |
| 2002年 | 2,084            |
| 2003年 | 2,211            |
| 2004年 | 2,269            |
| 2005年 | 2,267            |
| 2006年 | 2,249            |
| 2007年 | 2,292            |
| 2008年 | 2,383            |
| 2009年 | 2,344            |
| 2010年 | 2,272            |
| 2011年 | 2,317            |
| 2012年 | 2,371            |
| 2013年 | 2,450            |
| 2014年 | 2,341            |
| 2015年 | 2,356            |
| 2016年 | 2,292            |
| 2017年 | 2,296            |
| 2018年 | 2,252            |
| 2019年 | 2,233            |
| 2020年 | 1,785            |
| 2021年 | 1,864            |
| 2022年 | 1,896            |
| 2023年 | 1,922            |

## 駅周辺
南側
- 陣原市民センター
- 西鉄バス北九州八幡自動車営業所
- 国道3号線黒崎バイパス陣原ランプ
- 福岡職業能力開発促進センター（ポリテクセンター福岡）

北側
- 皇后崎下水処理場・環境センター
- 夕原工業団地[1]
- 堀川

### バス路線
陣原駅南口
- 北九州市営バス
  - 57：黒崎（JCHO九州病院） / 学研都市（新払川大橋）
- 西鉄バス北九州
  - 80：西鉄黒崎バスセンター / 学研都市ひびきの / 本城西団地
  - 82：引野方面

陣原駅北口
- 北九州市営バス
  - 51：黒崎（JCHO九州病院） / 二島駅

## 西日本鉄道
かつては鹿児島本線の少し南を西鉄北九州線が鹿児島本線に並行して通っており、同線に陣の原停留場が存在した。同線は2000年（平成12年）11月26日に廃止、停留場も廃止となったため、その代替駅として陣原駅が設置された。設置から11月25日までの5日間だけ、JR陣原駅と西鉄北九州線陣の原電停が並存していた。2021年現在、付近には西鉄バス北九州の「陣の原」バス停が現存する。

### 歴史
- 1914年（大正3年）6月25日：九州電気軌道の陣ノ原停留場として開業。
- 年月不詳：陣の原停留場に改称。
- 2000年（平成12年）11月26日：廃線により廃止。

## 隣の駅
九州旅客鉄道（JR九州）
 鹿児島本線
■快速
通過
■区間快速・■普通
黒崎駅 (JA21) - （東折尾信号場） - 陣原駅 (JA20) - 折尾駅 (JA19)
 福北ゆたか線
黒崎駅 (JA21) - （東折尾信号場） - 陣原駅 (JA20) - 折尾駅 (JC26)